# 다나카 마미코
다나카 마미코(일본어: 田中真美子, 1996년 12월 11일 ~ )는 일본의 전직 프로농구 선수이다. 2019년부터 2023년까지 일본 여자 농구 리그의 후지쯔 레드 웨이브에서 4시즌을 뛰었다. 국제 청소년 및 대학 수준에서 일본을 대표했다. 야구선수 오타니 쇼헤이의 부인이다.

## 어린 시절
다나카는 도쿄 미타카시에서 태어났다. 오빠인 다나카 신이치는 프로 럭비 선수이다. 히노 다이이치 중학교에서 농구를 시작했고 고등학교에서는 도쿄 세이토쿠 대학에서 뛰었다. 와세다 대학에서 대학 농구를 했다.

## 프로 경력
다나카는 2019년 4월 일본 여자 농구 리그(W 리그)의 후지쯔 레드 웨이브에 합류했다. 이전에 센터 포지션을 맡았다가 포워드로 전환되었다. 다나카는 자신의 강점에는 공격적인 리바운드와 플레이가 포함되어 있으며 새로운 포지션에서 3점슛을 향상시키고 싶다고 말했다. 해당 시즌 12경기에서 그녀는 팀 전체가 13승 3패를 기록하면서 경기당 평균 9.4분, 3.3득점, 3.6리바운드를 기록했다. 2021-22 시즌에 그녀는 18.8분 만에 평균 6.8득점과 4.2리바운드를 기록했으며 팀이 13-6을 기록하는 동안 매 경기를 뛰었다.
다나카는 2021~22년 경기당 13.3분 동안 평균 4.2득점, 2.9리바운드를 기록했다. 그녀는 이벤트의 3x3 경기에 참가하기 위해 첫 번째 W 리그 올스타 게임에 초대되었으며 예비 선수로 메인 게임에 추가되었다. 레드 웨이브는 정규 시즌에서 17-3으로 플레이오프 결승에 진출했지만 토요타 앤텔로프스에게 휩쓸렸다.
다나카는 2022-23년 경기당 평균 24분, 7.8득점, 6.0리바운드를 기록했다. 그녀는 두 번째로 W 리그 올스타 게임에 출전했으며 레드 웨이브의 BT 토스(BT Toews) 코치는 그녀가 그 시즌 팀에서 가장 발전한 선수라고 말했다. 정규시즌 마지막 경기에서 10득점 11리바운드로 더블더블을 기록했다. 플레이오프에서 레드 웨이브는 8강에서 에네오스 선플라워스에 패했다. 다나카는 이 시즌을 끝으로 은퇴했다.

## 개인 생활
다나카는 프로야구선수 오타니 쇼헤이와 결혼했다. 오타니는 2024년 2월 인스타그램을 통해 "평범한 일본 여성"과 결혼했다고 발표했지만 신원은 밝히지 않았다. 그는 다음 달 다나카와 함께 찍은 사진을 올리며 자신의 정체를 드러냈다.